# Горушка (Струго-Красненский район)
Гору́шка — деревня в Струго-Красненском районе Псковской области России. Входит в состав Марьинской волости.

## География
Находится на северо-востоке региона, в центральной части района.
Уличная сеть не развита.

## История
Первое упоминание — 1498 год. В списках селений Щирского погоста Шелонской пятины упоминалась деревня Горка.
В 1901 году с деревней смежилась жилая пустошь Исаково.
До прихода советской власти Горушка — имение.
В 1941—1944 гг. деревня находилась под фашистской оккупацией войсками Гитлеровской Германии.
22 ноября 1943 года деревню Горушку сожгли фашисты.
В 1945 году здесь значилась деревня Исаково Запольского сельсовета Струго-Красненского района.
В 1947-48 гг. в деревню переселили жителей деревни Букино Логовещенского сельсовета из-за расширения артполигона.
В 1950 году с Горушкой слилась деревня Исаково; в 1978-м к деревне Горушка присоединили населённый пункт 213-й км железной дороги (местечко Хитрый Бор).
С 1995 года входит в состав Марьинской волости.

## Население
| 2001 | 2002 | 2010 | 2011 |
| ---- | ---- | ---- | ---- |
| 19   | ↗27  | ↘17  | ↘12  |

### Религиозный состав
С 1947 года в деревне проживают старообрядцы-поморцы.
В 1949 — 73 чел., в 1957 — 59, в 1971 — 46, в 1994 — 16.

## Известные уроженцы
- Александр Матвеевич Матвеев (1914—1989) — русский советский богослов, профессор Ленинградской духовной академии.

## Инфраструктура
В 1930—1941, 1944—1950 годах действовал колхоз «Красное Исаково». В 1950—1958 годах — бригада Горушка колхоза «Пламя». В 1958—1982 годах — бригада Горушка совхоза «Авангард».

## Транспорт
Деревня доступна по просёлочным дорогам и по дороге регионального значения 58К-366 «Цапелька — Плюсса». Остановка общественного транспорта «Горушка».